# Liste der Stadtpräsidenten von Zürich

## Bürgermeister 1336–1798
Die Daten bezeichnen das Jahr der Ernennung. In der Regel übten die Bürgermeister ihr Amt bis zu ihrem Tod aus. In Zürich wurde im Ancien Régime das Rotationsprinzip angewendet: Zwei Bürgermeister wechselten sich im Amt halbjährlich ab.
- Rudolf Brun, Winter 1336
- Rüdiger Manesse, September 1360
- Johannes Vink, 1384
- Rudolf Sohwend, 1384
- Rudolf Schön, 1390, entsetzt Juni 1393
- Johannes Manesse, 1392
- Heinrich Meiss, Juni 1393
- Johannes Meyer von Knonau, 1393
- Johannes Herter, 1409
- Pantaleon ab Inkenberg, 1414
- Jakob Glentner, 1415
- Felix Manesse, 1427
- Rudolf Stüssi, 1429
- Rudolf Meiss, 1434
- Jakob Schwarzmurer, 1439
- Johannes Schwend, 1441
- Heinrich Schwend, 1442
- Johannes Keller, 1445
- Rudolf von Cham, 1454
- Heinrich Röist, 1469
- Heinrich Göldli, 1475
- Hans Waldmann, 1483
- Konrad Schwend, Mai 1489
- Felix Brennwald, Dezember 1489
- Rudolf Escher, 1499
- Matthias Wyss, 1502
- Markus (Marx) Röist, 1505
- Felix Schmid, 1510
- Heinrich Walder, 1524
- Diethelm Röist, 1524
- Johannes Haab, 1542
- Joh. Rudolf Lavater, Dezember 1544
- Georg Müller, 16. Januar 1557
- Bernhard von Cham, 15. Juni 1560
- Johannes Bräm, 13. Dezember 1567
- Johannes Kambli, Ende April 1571
- Kaspar Thomann, 30. Mai 1584
- Konrad Grossmann, Ende Dezember 1590
- Johannes Keller, 14. Dezember 1594
- Heinrich Bräm, 12. Dezember 1601
- Hans Rudolf Rahn, 12. Dezember 1607
- Leonhard Holzhalb, 8. April 1609
- Johann Heinrich Holzhalb, 14. April 1617
- Heinrich Bräm, 15. Dezember 1627
- Salomon Hirzel, 10. Mai 1637
- Hans Rudolf Rahn, 8. Oktober 1644
- Johann Heinrich Waser, 28. Juni 1652
- Johann Heinrich Rahn, 13. November 1655
- Hans Caspar Hirzel, 11. Februar 1669
- Johann Konrad Grebel, 23. September 1669
- Sigmund Spöndli, 23. April 1674
- Heinrich Escher, 22. Juni 1678
- Johann Caspar Escher vom Glas, 4. Juni 1691
- Andreas Meyer, 16. Januar 1696
- Johann Ludwig Hirzel, 22. April 1710
- David Holzhalb, 7. Mai 1710
- Hans Jakob Escher, 13. April 1711
- Johann Jakob Ulrich, 20. November 1719
- Johann Heinrich Hirzel, 1. März 1723
- Johannes Hofmeister, 20. Mai 1734
- Hans Kaspar Escher, 17. März 1740
- Johannes Fries, 3. Januar 1742
- Hans Jacob Leu, 16. Mai 1759
- Johann Kaspar Landolt, 27. Dezember 1762
- Hans Conrad Heidegger, 12. November 1768
- Johann Heinrich von Orelli, 4. Mai 1778
- Johann Heinrich Landolt, 17. August 1778
- Johann Heinrich Ott, 20. November 1780
- Heinrich Kilchsperger, 5. Juli 1785
- David von Wyss der Ältere, 20. Juni 1795, res. 12. März 1798

Von 1803 bis 1850 bezeichnete Bürgermeister von Zürich den Präsidenten des Regierungsrates bzw. Kleinen Rates, siehe Liste der Bürgermeister von Zürich.

## Stadtpräsidentinnen und Stadtpräsidenten ab 1803
Mit der Verfassungsänderung von 1869 tritt der Präsident des Regierungsrates an die Spitze der Zürcher Regierung. Die Stadt Zürich wird als Gemeinde des Kantons Zürich seit 1803 von einem Stadtpräsidenten oder einer Stadtpräsidentin geleitet.
Liste der Stadtpräsidentinnen und Stadtpräsidenten von Zürich (Jahr der Wahl)
- Hans Konrad Escher, 1803
- Hans Rudolf Werdmüller, 1804
- Hans Heinrich Landolt, 1810
- Hans Georg Finsler, 1815
- Hans Konrad Vogel, 1821
- Georg Konrad Bürkli, 1831
- Hans Jakob Escher, 1831
- Paul Carl Eduard Ziegler, 1837
- Johann Ludwig Hess, 1840
- Johann Heinrich Mousson, 1863
- Melchior Römer, 1869
- Hans Konrad Pestalozzi, 1889
- Robert Billeter (FDP), 1909
- Hans Nägeli (Demokraten), 1917
- Emil Klöti (SP), 1928
- Ernst Nobs (SP), 1942
- Adolf Lüchinger (SP), 1944
- Emil Landolt (FDP), 1949
- Sigmund Widmer (LdU) 1966
- Thomas Wagner (FDP), 1982
- Josef Estermann (SP), 1990
- Elmar Ledergerber (SP), 2002
- Corine Mauch (SP), 2009